# 7-メチルインドール
7-メチルインドール(7-methylindole)は、中程度の毒性のある灰色がかった白色の結晶で、化学式がC9H9Nで表される有機化合物である。農薬や薬品の製造に使われる。